# إدارة سوريانو
إدارة سوريانو (بالإسبانية: Departamento de Soriano)‏(تلفظ بالإسبانية: ‎/soˈɾjano/‏) هي واحدة من إدارات الأوروغواي عاصمتها هي مرسيدس. تقع في غرب البلاد، وتحدها إدارة ريو نيغرو من الجنوب وإدارة كولونيا من الشمال وإدارة فلوريس من الشرق، ويحدها من الغرب نهر الأوروغواي الذي يشكل حدودها مع الأرجنتين.

## التاريخ
كانت المنطقة موطن العديد من السكان الأصليين لآلاف السنين وهو ما تؤكده الاكتشافات الأثرية مثل "الأنثروبوليث". أقدم مدن الإدارة هي فيلا سوريانو التي سميت الإدارة باسمها. تقع المدينة بالقرب من مصب نهر نيغرو ونهر أوروغواي، وأسسها الفرنسيسكان في عام 1624 باسم "سانتو دومينغو سوريانو"، وهي بذلك أقدم مستوطنة في الإدارة.
كانت سوريانو واحدة من المقاطعات التسع الأصلية التي شكلت الجمهورية عند اعتماد أول دستور لجمهورية أوروغواي في عام 1830.

## جغرافيا
تبلغ مساحتها 9,008 كيلومتر مربع وتقع على شواطئ ريو دي لا بلاتا. يعبر الإدارة العديد من الجدوال مثل كوشيلا دل كورنتينو في الربع الشمالي الشرقي وكوتشيلا دل بيرديدو في الربع الجنوبي الشرقي وكوتشيلا دي سان مارتين وسان سلفادور في الجنوب وكوشيلا دل بيزكوتشو.

## السكان
| الجماعات العرقية في سوريانو (تقدير 2011) | الجماعات العرقية في سوريانو (تقدير 2011) | الجماعات العرقية في سوريانو (تقدير 2011) | الجماعات العرقية في سوريانو (تقدير 2011) | الجماعات العرقية في سوريانو (تقدير 2011) |
| ---------------------------------------- | ---------------------------------------- | ---------------------------------------- | ---------------------------------------- | ---------------------------------------- |
| الجماعة العرقية                          | الجماعة العرقية                          |                                          | النسبة                                   | النسبة                                   |
| White                                    | White                                    |                                          | 94.1%                                    | 94.1%                                    |
| أوروغوايانيون ذو أصول أفريقية ‏           | أوروغوايانيون ذو أصول أفريقية ‏           |                                          | 3.2%                                     | 3.2%                                     |
| Indigenous                               | Indigenous                               |                                          | 4.0%                                     | 4.0%                                     |
| Asian                                    | Asian                                    |                                          | 0.3%                                     | 0.3%                                     |
| بدون/آخر/غير محدد                        | بدون/آخر/غير محدد                        |                                          | 2.1%                                     | 2.1%                                     |

بلغ عدد سكان إدارة سوريانو 82,592 نسمة (40,853 ذكر و41,742 إناث) و32,075 أسرة في تعداد 2011.
البيانات الديموغرافية لإدارة سوريانو عام 2010:
- معدل النمو السكاني: 0.558٪
- معدل المواليد: 16.60 مولود / 1000 شخص
- معدل الوفيات: 9.41 حالة وفاة / 1000 شخص
- متوسط العمر: 31.7 (30.8 ذكور و 32.6 إناث)
- متوسط العمر المتوقع عند الولادة:
  - مجموع السكان: 76.32 سنة
  - الذكور: 73.47 سنة
  - الإناث: 79.26 سنة
- متوسط دخل الأسرة: 25198 بيزو / شهر
- دخل الفرد في الحضر: 9648 بيزو / شهر

### المراكز الحضرية الرئيسية
| المدن             | عدد السكان |
| ----------------- | ---------- |
| مرسيدس            | 41,974     |
| دولوريس           | 17,174     |
| كاردونا           | 4,600      |
| بالميتاس          | 2,123      |
| خوسيه إنريكي رودو | 2,120      |
| شاكراس دي دولوريس | 1,961      |
| فيلا سوريانو      | 1,124      |

## الحكومة

بلديات إدارة سوريانو:1) بلدية كاردونا.
2) بلدية دولوريس.
3) بلدية خوسيه إنريكي رودو.
4) بلدية بالميتاس.

تذكر المادة 262 من دستور الجمهورية تتولى المجالس الإدارية إدارة شؤون الإدارات باستثناء خدمة الأمن العام. تقع مقرات هذه المجالس في عواصم الإدارات، وتباشر أعمالها بعد مرور ستين يومًا على انتخابها. كما تنص المادة على أنه يجوز للعمدة تفويض السلطات المحلية بموافقة المجلس الإداري لأداء بعض المهام ضمن المناطق الإقليمية التابعة لكل منها.

### البلديات
| الخريطة | البلدية           | المساحة (كم²) | عدد السكان (تعداد 2011) |
| ------- | ----------------- | ------------- | ----------------------- |
|         | كاردونا           | 356.1         | 5029                    |
|         | دولوريس           | 413.7         | 19577                   |
|         | خوسيه إنريكي رودو | 393.6         | 3077                    |
|         | بالميتاس          | 178.7         | 2304                    |

## أعلام
- خوان إديارتي بوردا، من سوريانو، كان رئيسًا لأوروغواي من 1894 إلى 1897
- توماس جومنسورو ألبين، كان رئيسًا مؤقتًا لأوروغواي من 1872 إلى 1873
- سانتياغو أوستولازا، من دولوريس، لاعب كرة قدم

## المعرض

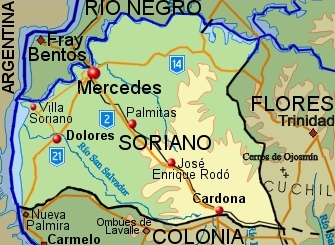
خريطة طبوغرافية لإدارة سورسانو
خريطة الإدارة